# Drugie życia tchnienie
Drugie życia tchnienie – drugi album zespołu V.E.T.O., nagrany w Warszawie i wydany 11 lutego 2001 roku.

## Lista utworów
1. „Dobry dzień”
2. „Sentymenty”
3. „Stare czasy” (gościnnie: Wojtas, Zajka)
4. „Skit”
5. „Jest noc”
6. „Wypas, wypas”
7. „Dla tych, co odeszli” (gościnnie: Borixon)
8. „Falstart” (gościnnie: Borixon, Gracjan)
9. „Pozytywy epizod 1”
10. „Penku - Borixon” (gościnnie: Borixon)
11. „Biały łabądź (jebać gramatykę)”
12. „Co się porobiło”
13. „Balety są w modzie”
14. „Penkol solo”
15. „Cel”
16. „Wejście w nowe dni” (gościnnie: Borixon)
17. „Czas leci...”
18. „Pamiętam lata wstecz”
19. „Dla tych, co odeszli (JanMario Remix)”
20. „Na to liczę (Bonus)” (gościnnie: Wojtas)